# Ligamentul calcaneonavicular plantar
Ligamentul calcaneonavicular plantar (Ligamentum calcaneonaviculare plantare) este un ligament gros, lat și rezistent al articulației talocalcaneonaviculare, format din țesut fibros, aflat pe partea plantară a tarsului piciorului; el unește navicularul și calcaneul. Este numit și ligament glenoidian, ligament resort (spring ligament), ligament calcaneoscafoidian inferior, ligament calcaneoscafoidian intern Barkow (H. Barkow, 1798-1873, anatomist polonez), trohlea articulară Weitbrecht (J. Weitbrecht, 1702-1747, anatomist german). Este un ligament puternic și bine dezvoltat, fiind unul dintre cele mai importante ligamente ale piciorului. El se întinde de la marginea anterioară a Sustentaculum tali la față plantară a navicularului până la tuberozitatea acestuia. Are o formă trapezoidală. Pe fața lui superioară (dorsală) se dezvoltă un fibrocartilaj triunghiular denumit navicular (sau fața articulară superioară a ligamentului calcaneonavicular plantar), pe care se sprijină capul talusului; acest fibrocartilaj apare datorită frecării ligamentului cu capul talusului. Greutatea corpului este astfel transmisă ligamentului și prin el bolții plantare. Ligamentului calcaneonavicular plantar susține arcul longitudinal medial din bolta plantară a piciorului. Prin relaxarea acestui ligament capul talusului coboară, iar bolta plantară se reduce treptat putând chiar să dispară (piciorul plat). Ligamentul calcaneonavicular plantar completează spațiul triunghiular rămas între Sustentaculum tali de pe calcaneu și navicular. Pe sub fața plantară a ligamentului calcaneonavicular trece medial tendonul mușchiului tibial posterior (Musculus tibialis posterior), iar lateral trec tendoanele mușchilor flexor lung al halucelui (Musculus flexor hallucis longus) și flexor lung al degetelor (Musculus flexor digitorum longus pedis), care contribuie în mod activ la susținerea capului talusului și menținerea boltei plantare. Pe marginea sa medială liberă se inseră ligamentul deltoidian al articulației talocrurale. Ligamentul calcaneonavicular plantar are un rol mare la formarea cavității concave de recepție a articulației talocalcaneonaviculare , formată din navicular și calcaneu. Rolul acestuia în formarea cavității de recepție devine foarte evident pe o piesă osoasă a piciorului de la care s-a extras talusul. Ligamentul calcaneonavicular plantar este constituit, de fapt, din două părți una infero-laterală fibroasă, iar alta supero-medială fibrocartilaginoasă.   